# Panzerabwehrkanone

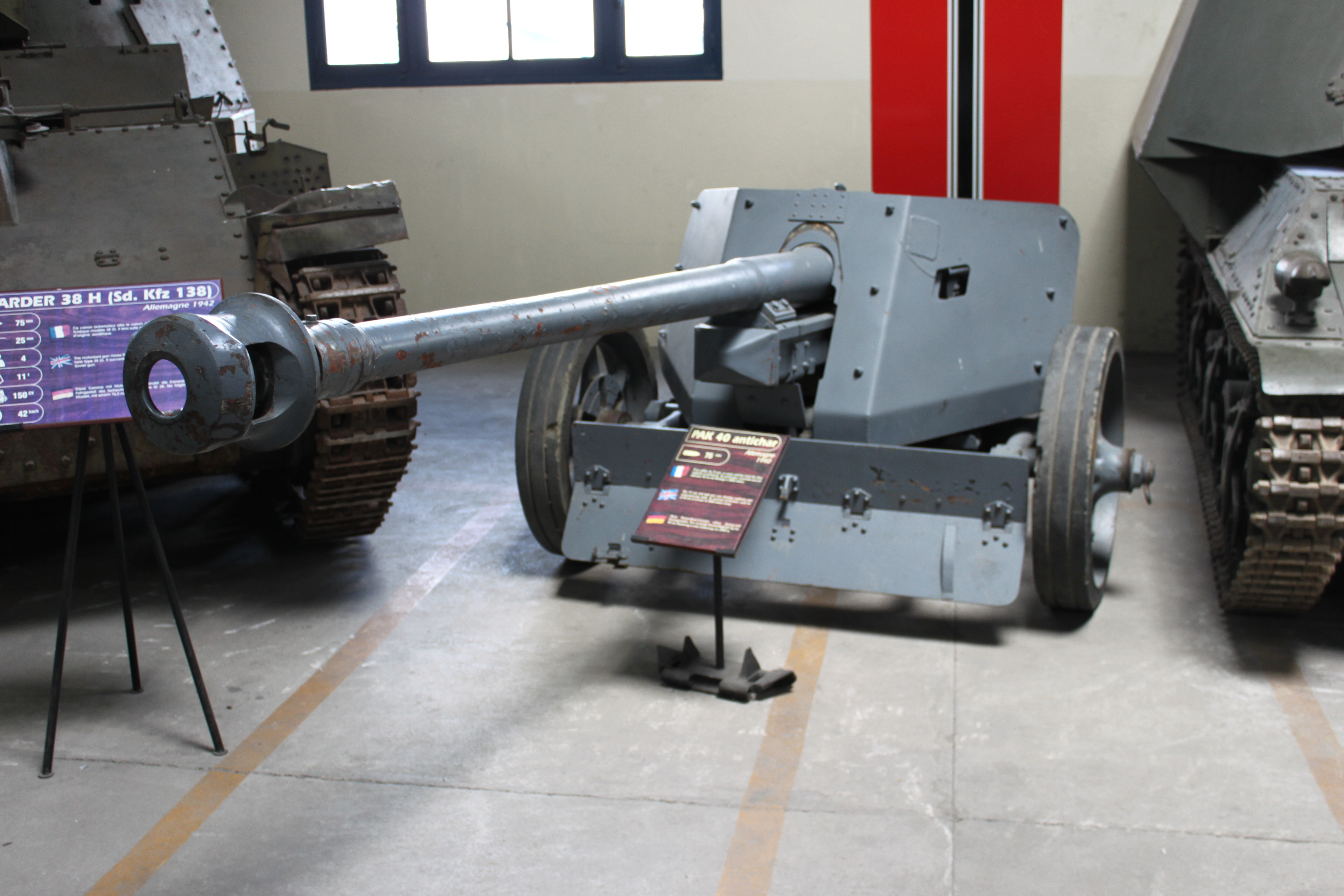
75-мм Pak 40 в музеї міста Сомюр

Panzerabwehrkanone (скорочено Pak, тр. панцерабверкано́не, буквальний переклад: гармата для захисту від танків) — позначення протитанкових гармат, що використовувалось Третім Райхом до 1941 року. В німецькій мові термін і зараз позначає протитанкові гармати.
З 1941 року всі протитанкові гармати, а також гармати для винищувачів танків (Panzerjäger, Jagdpanzer, Pak (Sf)) було перейменовано в Panzerjägerkanone (абревіатура та сама: Pak, тр. панцер'єґеркано́не, буквальний переклад: гармата для полювання на танки). Також тим наказом було створено поділ ПТ-гармат на легкі (нім. leichte; до 37 мм включно), середні (нім. mittl.; до 74 мм включно) та важкі (нім. schwere; від 75 мм включно). Таким чином, 50-мм гармата Panzerabwerkanone 38 стала Panzerjägerkanone 38 середнього класу, але найменування залишилось незмінним: 5 cm Pak 38 L/60.
Повні найменування винищувачів танків містили назву гармати: 7,5 cm Pak 40 auf Fahrgestell II — Marder II. Згодом для відкритих легкоброньованих САУ став використовуватись термін Pak (Sf) (нім. Panzerjägerkanone (Selbstfahrlafette) — … (самохідний лафет)) для відрізнення від броньованих закритих машин: 7,5 cm Pak 40/2 Sf. „Marder II“.
Деякі німецькі танкові гармати (KwK) походили від протитанкових (5 cm Pak 38 L/60 → 5 cm KwK 39 L/60), але не завжди: деякі спочатку розроблялися для танків, а зрештою були адаптовані під причіпні або самохідні лафети (7,5 cm KwK 42 L/70 → 7,5 cm Pak 42).
Також деякі інші країни використовували позначення Pak: відомо про створення Швейцарією гармати Pak 57 у 1940-х роках.

## Список
Перелік протитанкових гармат з позначенням Pak (за винятком трофейних гармат, які також позначались відповідним індексом).
- 3.7 cm Pak 36 L/45
- 4.2 cm Pak 41
- 5 cm Pak 38 L/60
- 7.5 cm Pak 97/38
- 7.5 cm Pak 39 L/48[en]
- 7.5 cm Pak 40 L/46
- 7.5 cm Pak 41
- 7.5 cm Pak 42 L/70
- 8.8 cm Pak 43 L/71
- 12.8 cm Pak 44 L/55

### Гармати без індексу Pak
Деякі німецькі протитанкові гармати в силу певних причин не мали позначення Pak:
- 2.8 cm sPzB 41 (офіційно маркувалась як протитанкова рушниця)
- 8 cm PAW 600 (нім. Panzerabwehrwerfer — букв. протитанковий метальник), гармата низького тиску
- 10 cm PAW 1000[en]